# Klintforsån

Klintforsån är ett biflöde till Skellefteälven. Ån startar i Jörn-Bolidens församling och rinner genom sjöarna Hedträsket, Klockträsket, Bastuträsket och Varuträsket. 
Starten av Bolidengruvan (1925) och anrikningen av dess malm (innehållande guld, silver, koppar, zink, arsenik m.m.) innebar utsläpp av restprodukter och ån blev förgiftad och helt fiskdöd från utsläppsstället Strömfors och till Varuträsket. Från slutet av 1980-talet har en återhämtning skett och vissa fiskar har återvänt; dock (2011) ännu inte den lax och den flodpärlmussla som fanns tidigare.